# Motore da ruota
Il motore da mozzo della ruota (chiamato anche motore da ruota o da mozzo) è in genere un motore elettrico che viene installato nel mozzo di una ruota rendendola motrice.

## Storia

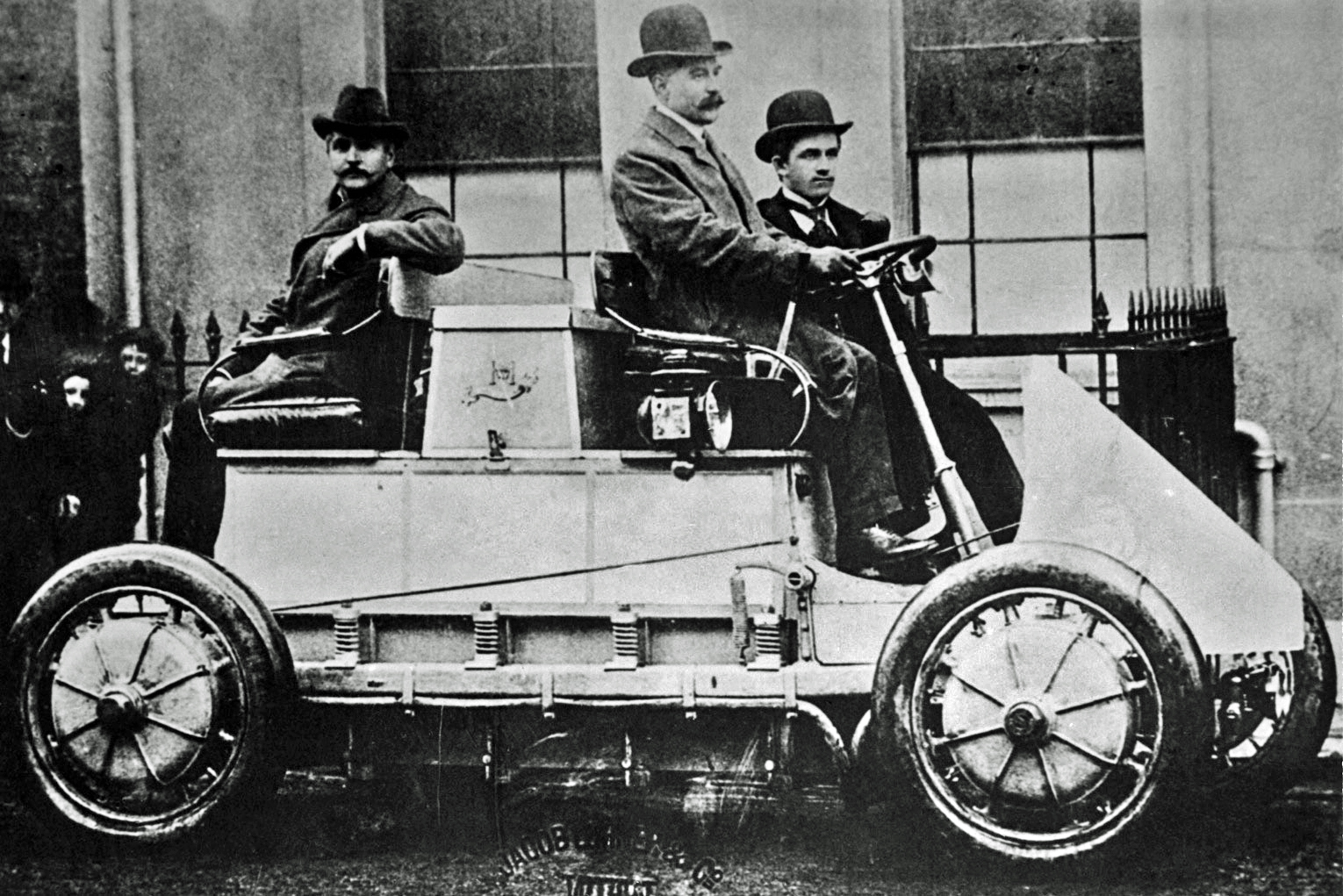
La prima automobile ibrida benzina-elettrica al mondo (una Lohner-Porsche Mixte Hybrid), utilizzava motori installati sui mozzi delle ruote.

Questo tipo di motore aggiuntivo fu promosso da Ferdinand Porsche nel 1897 a Vienna, Austria. La formazione ingegneristica iniziale di Porsche era basata sullo studio dell'elettricità, non sulla combustione interna. Di conseguenza, le prime automobili da lui sviluppate erano veicoli elettrici equipaggiati da batterie, i cui motori erano montati sui mozzi.
La Lohner Porsche, dotata di un motore su ciascuna delle ruote anteriori, fu mostrata in anteprima all'Esposizione Mondiale di Parigi del1900 e creò scalpore nel giovane mondo automobilistico. Negli anni successivi, 300 Lohner Porsche furono prodotte e vendute ad acquirenti facoltosi.
Successivamente, la crescita della potenza espressa dal motore a benzina (montato internamente al mezzo) ha superato la potenza dei motori elettrici montati secondo questa configurazione. Nel volgere di pochi anni, le automobili sono passate ai motori a benzina con sistemi di trasmissione più potenti ma mai efficienti come lo furono quelli elettrici a ruota.
Una potenziale eccezione è relativa alla concessione di brevetto (EN)  US8,096,103, United States Patent and Trademark Office, Stati Uniti d'America. The General Wheel Rotation Power Motor (17 gennaio 2012). Si tratta di un motore a tre cilindri comandato a pressione e contenuto nel mozzo, che applica questa forza attraverso delle manovelle direttamente collegate al cerchio rotante circostante.

## Utilizzo previsto per veicoli attuali e futuri
- Rappresentano una soluzione tipica su biciclette elettriche (anche in kit di montaggio fai-da-te) e per alcuni motocicli e scooter elettrici.[5]
- I motori da mozzo sono spesso utilizzati in ambito industriale (come per es. in ruote motrici che fanno parte delle linee di assemblaggio).
- I produttori di pneumatici e i produttori di componentistica li stanno sviluppando anche per veicoli di serie[6] e la prima vettura che li ha impiegati è stata la Luka EV di MW Motors.[7]
- Se ne fa uso anche sul trasporto pubblico (es. autobus).[8]

### Concept car

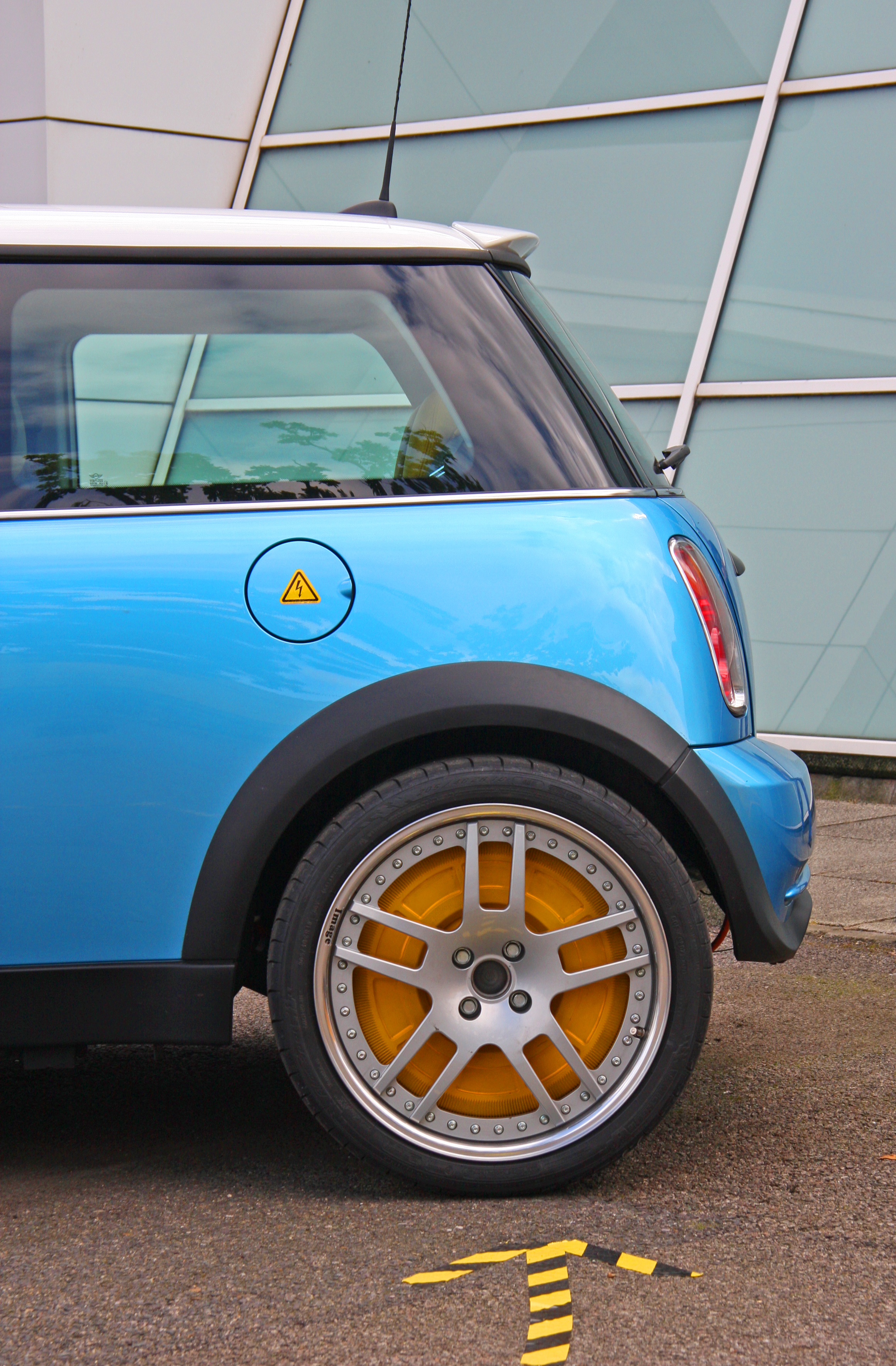
Una BMW Mini con kit di motore da mozzo applicato alla ruota posteriore

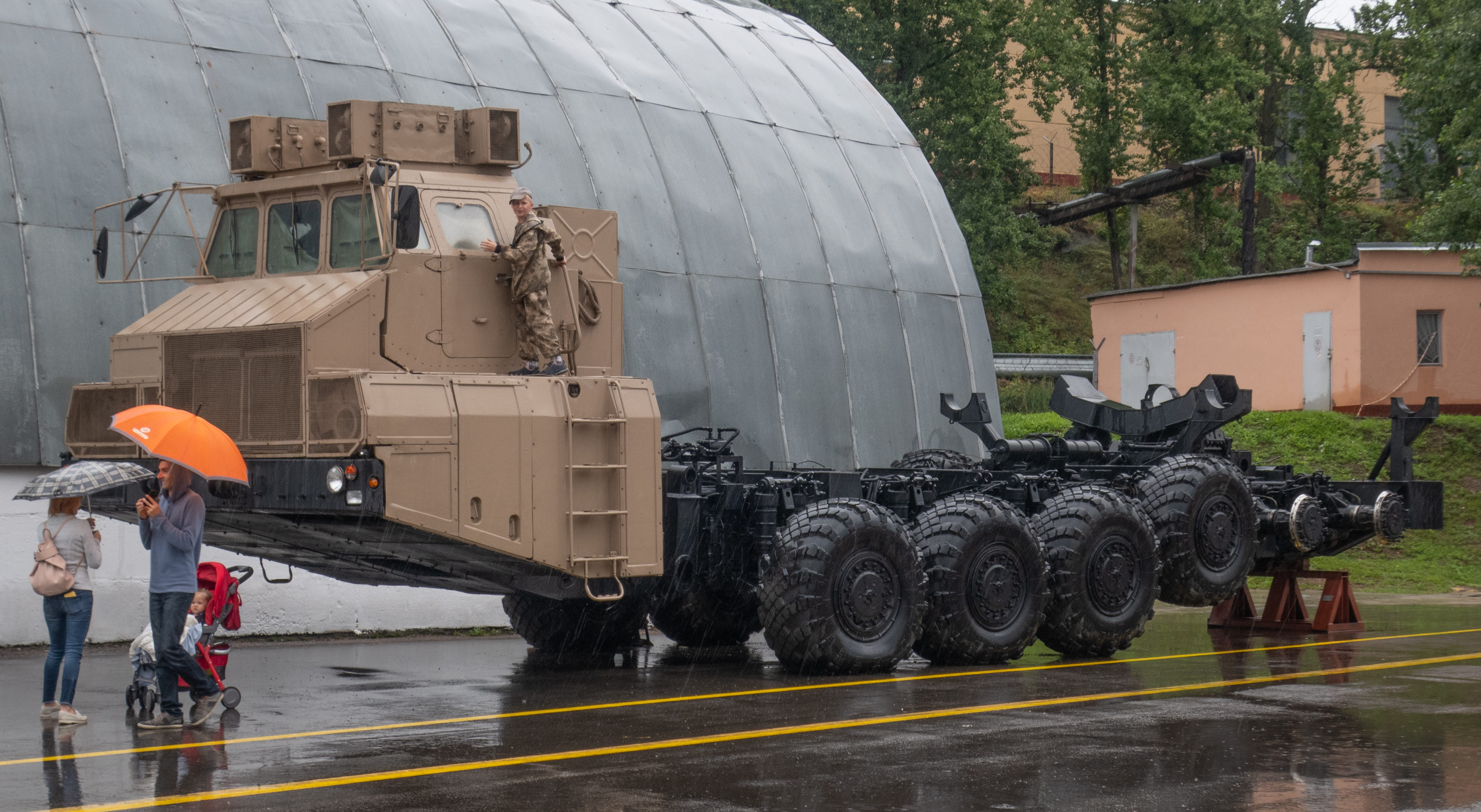
Un camion MAZ-7907. Ogni ruota monta un proprio motore elettrico indipendente.

Diverse concept car sono state sviluppate utilizzando i motori da ruota:
- General Motors Sequel 2005
- Mini QED di Protean Electric nel 2006, camioncino Ford F-150 nel 2008,[9] e altre auto che utilizzano il suo Hi-Pa Drive
- Modello concept Mitsubishi MIEV nel 2005
- Chebela (2010), un piccolo prototipo di veicolo elettrico urbano che utilizza 2 motori a trazione diretta montati nelle ruote posteriori.
- Citroën C-Métisse, i cui motori elettrici sulle ruote sono stati sviluppati da TM4.[10]
- Siemens VDO eCorner concept nel 2006[11][12]
- Heuliez WILL dotata Michelin Active Wheel (che incorpora anche sospensioni attive motorizzate) nel 2008[13]
- Lo ZAP-X nel 2007 "avrebbe utilizzato motori elettrici ad alta tecnologia su tutte e quattro le ruote, fornendo 644 cavalli di potenza a terra da un pacco batteria agli ioni di litio. I motori del mozzo eliminerebbero la necessità di trasmissione, assali e freni convenzionali, aprendo lo spazio sotto il pavimento per un gigantesco pacco batterie".[14]
- La Peugeot BB1 nel 2009 incorpora motori posteriori nelle ruote progettati con Michelin.[15]
- Il prototipo elettrico urbano pieghevole Hiriko ha i motori di azionamento situati all'interno di ciascuna delle quattro ruote e ha una velocità massima controllata elettronicamente di 50 km/h (31 mph).[16][17] Ogni ruota integra un motore, attuatori dello sterzo, sospensioni e freni proprio all'interno della ruota, controllati da un sistema drive-by-wire.[18]
- Nel 2019 la startup israeliana REE ha annunciato il suo Corner Module che combina motore, freni, sospensioni, software e sterzo by-wire e ha previsto di utilizzare quattro di questi moduli nei veicoli per le consegne e nei piccoli furgoni.[19] La sussidiaria Toyota Hino Motors ha mostrato un concept di camion 6x6 telaio chiamato "FlatFormer" utilizzando una tecnologia simile al Motor Show di Tokyo 2019.

## Meccanica
I campi elettromagnetici del motore vengono forniti agli avvolgimenti stazionari. La parte esterna del motore segue, o cerca di seguire, quei campi, facendo girare la ruota collegata. Se il motore è a spazzole (soluzione non ottimale, data la crescente disponibilità di motori brushless), l'energia viene trasferita dalle stesse quando vengono in contatto con l'albero rotante del motore. Nel caso dei propulsori con tecnologia ''senza spazzole'' viene eliminato il contatto fisico tra le parti fisse e quelle in movimento, tramite commutazione elettronica. Si tratta di una soluzione più costosa, ma molto più efficiente e di lunga durata rispetto ai sistemi a spazzole.
Un motore del mozzo in genere viene progettato in una delle tre configurazioni possibili. Il meno pratico è il motore a flusso assiale, in cui gli avvolgimenti dello statore sono tipicamente inseriti tra serie di magneti. Le altre due configurazioni sono entrambe progetti radiali con i magneti del motore legati al rotore; nel primo (motore a rotazione interna) il rotore si trova all'interno dello statore, come in un motore convenzionale. Nell'altro, denominato motore a rotazione esterna, il rotore si trova all'esterno dello statore e ruota attorno ad esso. L'applicazione dei motori del mozzo negli usi veicolari è tuttora in evoluzione, pertanto nessuna delle ultime due configurazioni è diventata standard.
I motori elettrici hanno la loro coppia motrice massima all'avvio, rendendoli ideali per la trazione. Il fatto che la coppia massima si verifichi quando il rotore inizia a girare è il motivo per cui i motori elettrici non richiedono una trasmissione.

## Confronto con il design convenzionale nelle auto elettriche
La disposizione del ''motore da mozzo'' presenta alcuni vantaggi e svantaggi rispetto ai veicoli elettrici convenzionali:

### Guida tramite fili

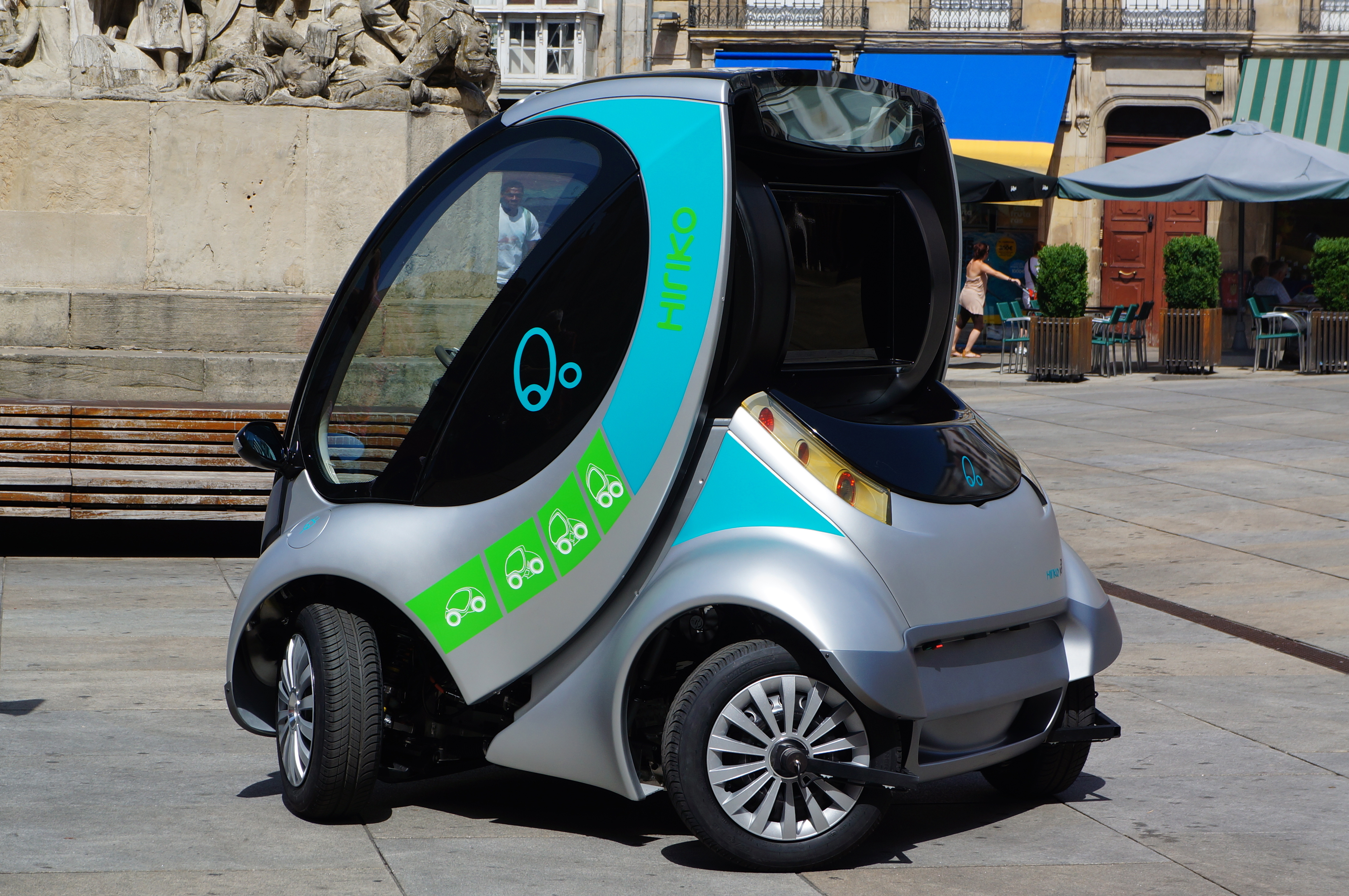
Il modello di pre-produzione Hiriko Fold utilizza una ruota con mozzo che integra un motore, attuatori dello sterzo, sospensioni e freni collocati all'interno di ciascuna ruota, controllati da un sistema "drive-by-wire"

Le auto con controllo elettronico dei freni e dell'accelerazione per ogni singola ruota offrono maggiori opportunità per le dinamiche del veicolo computerizzate come:
- Freno sterzante, in cui la polarizzazione del freno delle singole ruote viene regolata per assistere lo sterzo (simile a quanto avviene per un veicolo cingolato, come un bulldozer)[21]
- Differenziali attivi comandati via software, in cui la velocità delle singole ruote viene regolata in risposta ad altri input
- Bias del freno attivo, in cui lo sforzo di frenata delle singole ruote viene regolato in tempo reale per mantenere la stabilità del veicolo

I gruppi di ruote con motori da mozzo possono ruotare con angoli maggiori di quelli consentiti da una cremagliera dello sterzo convenzionale.
Poiché i motori da mozzo frenano e accelerano un veicolo con un unico sistema elettrico/elettronico a stato solido, molte delle caratteristiche di cui sopra possono essere aggiunte come aggiornamenti software piuttosto che richiedere l'installazione di sistemi hardware aggiuntivi.

### Meno componenti
L'eliminazione della trasmissione meccanica (alberi di trasmissione e assali, cambi, differenziali) offre un notevole risparmio di peso e costi di produzione in quanto si può ridurre la varietà dei componenti da installare, anche se alcuni sono in numero maggiore (negli autoveicoli, il motore invece di essere unico è presente almeno in due ruote), riducendo al contempo l'impatto ambientale del prodotto stesso.
Questo negli autoveicoli permette di migliorare la trasmissione di potenza in quanto la potenza del motore non viene dissipata dal sistema di trasmissione, il quale ha un rendimento che può oscillare dal 0,767 al 0,858 a seconda del tipo di trazione e motorizzazione (termica, elettrica o ibrida), permettendo così di migliorare l'autonomia e le prestazioni del mezzo, il quale richiederà una potenza installata minore.

### Problema della massa (peso) non sospeso
Il principale svantaggio di un ''motore da mozzo'' è l'aumento della massa non sospesa, che va ad influire negativamente sulla maneggevolezza e sulla guida. Questo comporta una risposta più lenta delle ruote nel rispondere alle condizioni stradali, in particolare per quanto riguarda i movimenti verticali veloci, dovuti, ad esempio, a buche e asperità; anche le sollecitazioni delle deformazioni stradali al telaio si avvertono maggiormente.
Di fatto la ruota non riuscire a copiare efficacemente la superficie stradale, portando anche al distacco della ruota dalla strada, difetti che sono correlati alla velocità d'escursione ruota e quindi all'entità delle deformità stradali (e conseguente escursione della ruota) e della velocità veicolare (che influisce sulla velocità d'escursione minima necessaria), motivi per cui non è adatta ad una guida dinamica, soprattutto ad alta velocità.
Questi difetti dei sistemi ruota con motore nel mozzo (in relazione a ruote senza motore nel mozzo) si riducono fino ad annullarsi a basse velocità, motivo per cui la loro applicazione è principalmente adatta per sistemi a bassa o bassissima velocità, come nel caso del carrello elevatore o delle golf cart.
Per ridurre al minimo il peso dovuto all'introduzione di un motore nella ruota, si cerca di ridurre al minimo il contenuto di acciaio nel motore elettrico, per esempio utilizzando un motore elettrico a riluttanza magnetica e realizzare avvolgimenti per le bobine dello statore tramite filo litz per ridurre le perdite relative a correnti parassite, altre soluzioni sono una maggiore integrazione del motore nel cerchione rendendoli un unico componente in contrapposizione alla soluzione originaria che prevede l'accoppiamento del motore con il cerchione, rimane però il fatto che pur adottando diverse soluzioni per ridurre la massa, una ruota con motore integrato rimane più pesante di una ruota semplice.